# Phronia abbreviata
Phronia abbreviata är en tvåvingeart som först beskrevs av Becker 1908.  Phronia abbreviata ingår i släktet Phronia och familjen svampmyggor. Inga underarter finns listade i Catalogue of Life.